# NGC 5519
NGC 5519 este o intermediate spiral galaxy⁠(d) situată în constelația Boarul. A fost descoperită în 23 ianuarie 1784 de către William Herschel. Se află la o distanță de 98,63 de megaparseci de Pământ.